# Laurent Pionnier
Laurent Pionnier (* 24. května 1982 Bagnols-sur-Cèze, Francie) je francouzský fotbalový brankář, který působí v klubu Montpellier HSC.

## Klubová kariéra

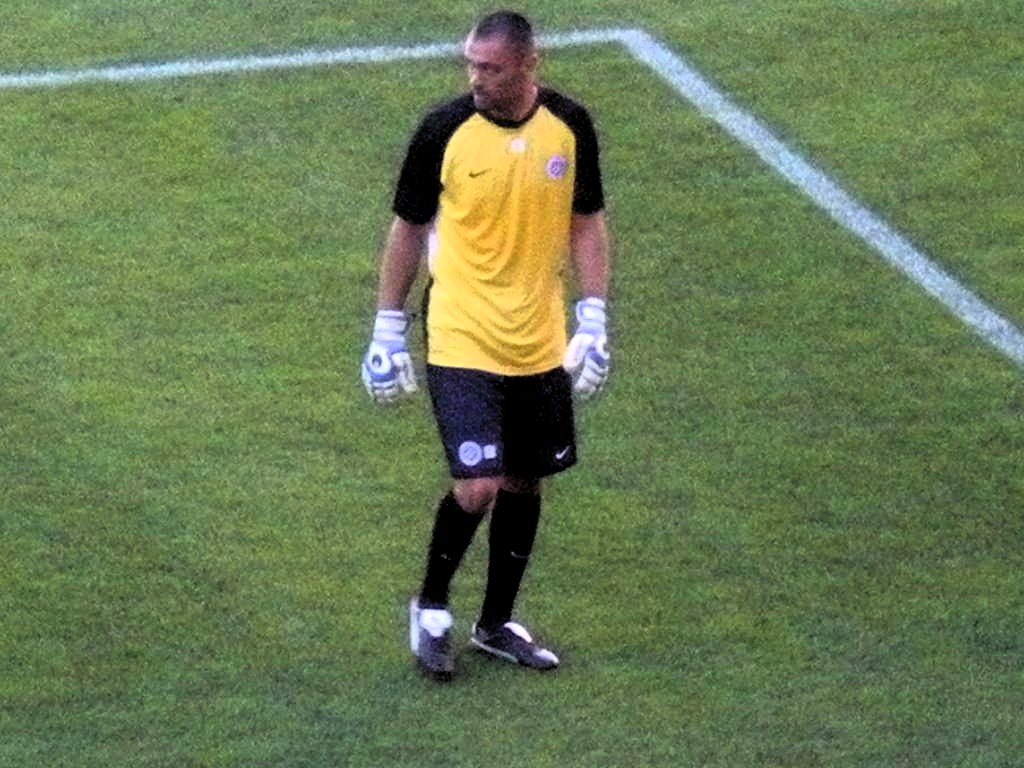
Laurent Pionnier

Ve francouzské nejvyšší lize Ligue 1 debutoval v dresu Montpellier HSC 19. října 2002 v zápase s EA Guingamp (prohra 1:3). V roce 2004 zažil s Montpellierem sestup do nižší ligy Ligue 2.
V roce 2008 krátce hostoval v klubu FC Libourne.
V sezóně 2011/12 vyhrál s Montpellierem Ligue 1. Na začátku sezóny 2012/13 se klub utkal v Trophée des champions (francouzský Superpohár) s vítězem Coupe de France (francouzský fotbalový pohár) - týmem Olympique Lyonnais, kterému podlehl až v penaltovém rozstřelu 2:4. Pionnier však sledoval zápas pouze z lavičky náhradníků.